# Katedra Teorii i Filozofii Prawa Uniwersytetu im. Adama Mickiewicza w Poznaniu
Zakład Teorii i Filozofii Prawa Uniwersytetu im. Adama Mickiewicza w Poznaniu – jednostka naukowo-dydaktyczna należąca od 1938 roku do struktur Wydziału Prawa i Administracji Uniwersytetu im. Adama Mickiewicza w Poznaniu.
Prowadzi działalność dydaktyczną i badawczą związaną z teorią i filozofią prawa, prawoznawstwem, etyką, logiką prawniczą, teorią państwa, prawami człowieka, prawem konstytucyjnym i wykładnią prawa; w jej strukturach rozwinęła się tzw. poznańska szkoła teorii i filozofii prawa.

## Historia

### Okres przedwojenny

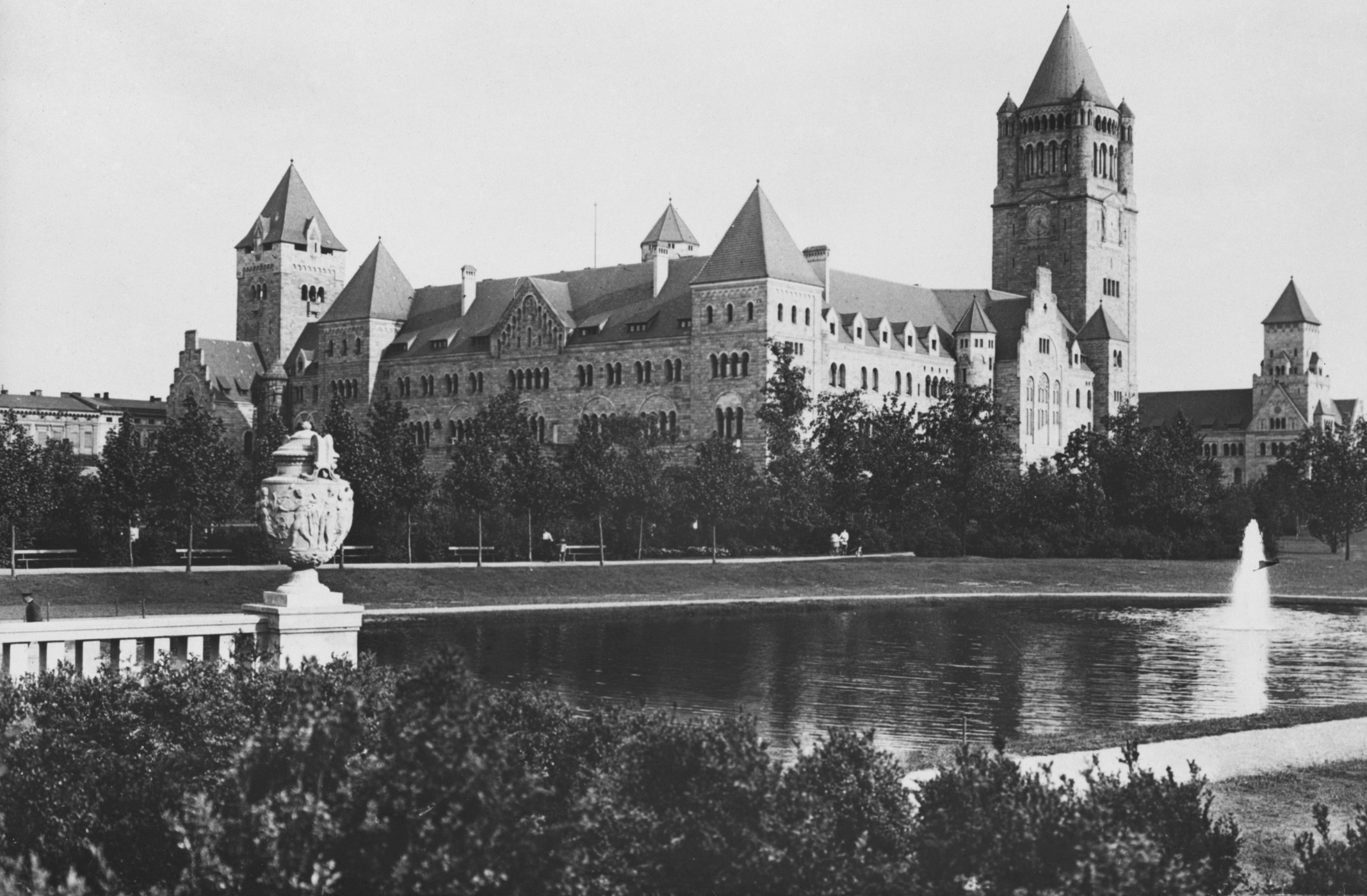
Zamek Cesarski, stanowiący siedzibę Katedry do 1934 roku.

W okresie międzywojennym podstawową jednostkę administracyjną Wydziału Prawno-Ekonomicznego stanowił zakład, zwany częściej seminarium, natomiast katedra była urzędem profesora. Zakład (Katedra) Teorii i Filozofii Prawa wywodzi się z seminarium o tej samej nazwie, wyodrębnionego w roku 1938 z Seminarium Prawa Publicznego, a tematycznie związanego z dwoma ówczesnymi katedrami: Katedrą Encyklopedii i Filozofii Prawa (od 1925 Katedrą Teorii i Filozofii Prawa), na którą powołano kolejno Antoniego Perietatkowicza (1919), Zygmunta Lisowskiego (1920-1921) i Czesława Znamierowskiego (1924-1939), oraz Katedrą Nauki o Państwie i Prawa Politycznego, piastowaną w latach 1919-1939 przez Antoniego Peretiatkowicza. Seminarium Prawa Publicznego mieściło się do 1934 w Zamku Cesarskim, skąd następnie przeniesiono je do gmachu Raiffeisena (późniejszego Collegium Iuridicum), na II piętro, po lewej stronie, gdzie znajduje się do dziś.

### Okres powojenny

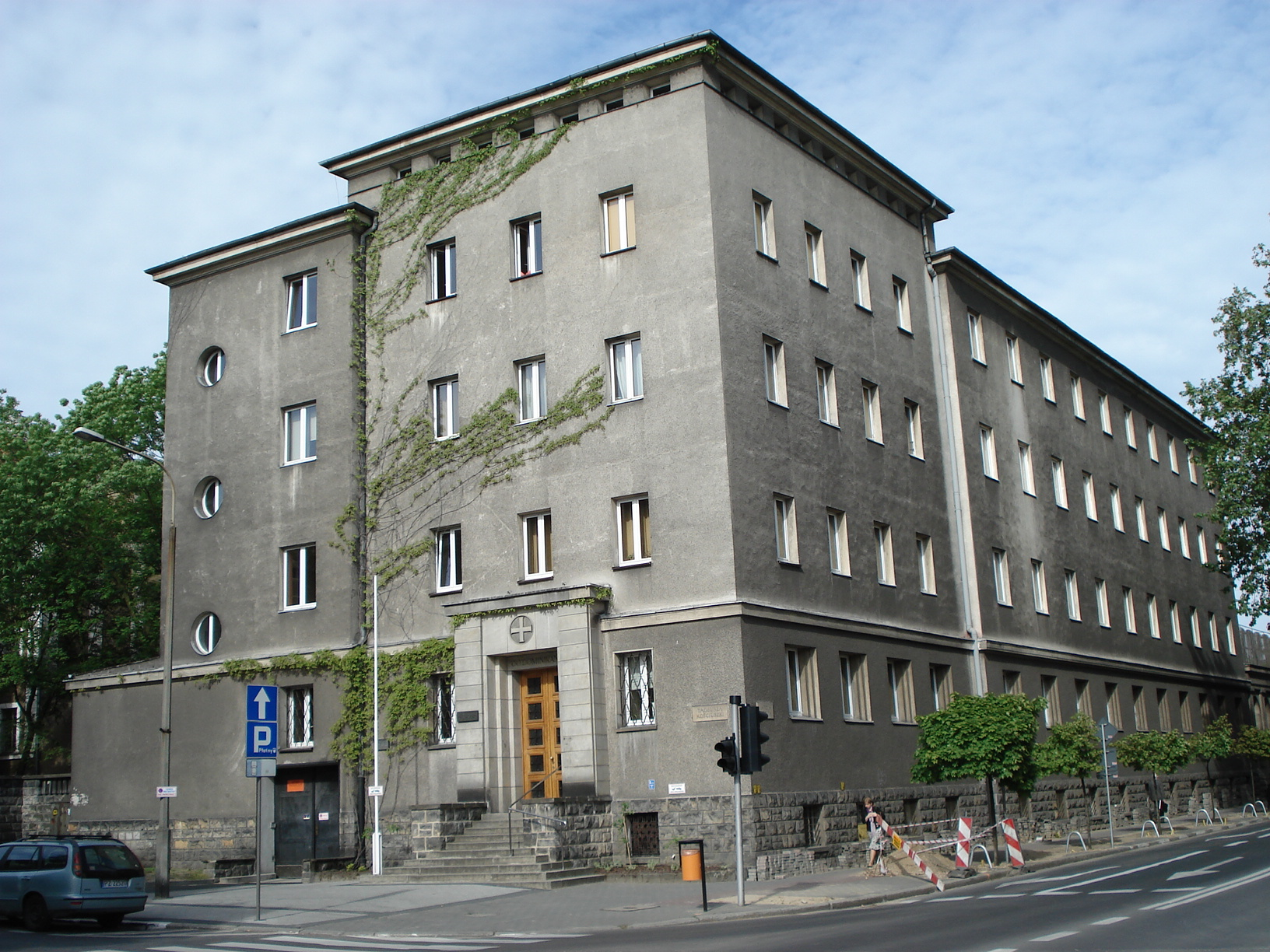
Poznański klasztor dominikanów, jedna z siedzib Katedry do 1957 roku.

W latach 1945–1960 Katedrą Teorii i Filozofii Prawa – przemianowaną w 1950 w duchu postępujących zmian politycznych na Katedrę Teorii Państwa i Prawa – kierował nadal Czesław Znamierowski. W okresie powojennym, do 1957, Katedra mieściła się w innym miejscu, początkowo w budynku klasztornym zakonu dominikanów u zbiegu ul. Libelta i Wałów Jana III, a następnie w gmachu przy ul. Kantaka.
We wrześniu 1946 do Katedry dołączył Zygmunt Ziembiński, który, poza badaniami nad problemami nauk dogmatycznych z perspektywy socjologii prawa, zajmował się początkowo logiką, a od połowy kolejnej dekady również problematyką teoretycznoprawną. Od 1950 z Katedrą współpracował Adam Łopatka, późniejszy Pierwszy Prezes Sądu Najwyższego (1987−1990), współautor Konwencji o prawach dziecka (1989).
Po Czesławie Znamierowskim, przeniesionym z końcem roku akademickiego 1959/1960 na emeryturę, funkcję kuratora Katedry sprawował krótko ówczesny rektor Uniwersytetu Alfons Klafkowski, a po uzyskaniu habilitacji w 1962 kierownictwo przejął Adam Łopatka. W ramach Katedry wydzielono wówczas jednostki organizacyjne. Na czele Zakładu Teorii Państwa i Prawa stanął Łopatka, Pracownię Historii Doktryn Politycznych i Prawnych, prowadził Henryk Olszewski, a Zygmunt Ziembiński objął Pracownię Prawniczych Zastosowań Logiki.
Od 1975 kierownikiem Zakładu Teorii Państwa i Prawa był Janusz Romul, późniejszy dziekan Wydziału Prawa SWPS. W 1981 na czele jednolitej Katedry Teorii Państwa i Prawa stanął Zygmunt Ziembiński. Uczniami Ziembińskiego byli Maciej Zieliński (od 1963), Leszek Nowak (od 1965), Sławomira Wronkowska (od 1966) oraz Stanisław Czepita (od 1978). Wśród seminarzystów Katedry i zarazem uczniów Ziembińskiego byli także senator Anna Bogucka Skowrońska (1964), reżyser Filip Bajon (1970) oraz kompozytor Jan A.P. Kaczmarek (1977).

### Po 1989 roku
W latach 1991–2013 kierownictwo Katedry pełniła Sławomira Wronkowska-Jaśkiewicz, prorektor UAM (2005-2008), sędzia Trybunału Konstytucyjnego w stanie spoczynku (2010-2019). Uczniami Wronkowskiej-Jaśkiewicz byli Jarosław Mikołajewicz (od 1988) oraz Marzena Kordela (od 1989). Od 2013 roku Katedrą kieruje Marek Smolak, wcześniej profesor UKSW, od 2018 redaktor naczelny Ruchu Prawniczego, Ekonomicznego i Socjologicznego. 1 stycznia 2020, Katedrę Teorii i Filozofii Prawa przemianowano na Zakład Teorii i Filozofii Prawa.